# Яна Плаухова
Яна Плаухова (словац. Jana Plauchová, 8 вересня 1987, Банська Бистриця) — словацька письменниця-фантастка, удостоєна відзнаки Єврокону 2015 року як найкращий дебютант.

## Біографія
Яна Плаухова народилась у Банській Бистриці, де закінчила гімназію. У 2007—2010 роках вона навчалась в Університеті Матея Бела в рідному місті, пізніше продовжила навчання на природничому факультеті в Університеті Коменського у Братиславі, який закінчила в 2012 році за спеціальністю «молекулярна біологія». Після закінчення університету працює в астрономічній обсерваторії та планетарії в Ж'ярі-над-Гроном.
Першою виданою книгою Яни Плаухової став науково-фантастичний роман «Нуль кельвінів» (словац. Nula kelvinov), який вийшов друком у 2012 році. Наступним романом письменниці став науково-фантастичний роман-трилер «Вічність помилок» (словац. Večnosť omylov), який вийшов друком у 2013 році. Третім романом письменниці став «Вступ до теорії хаосу» (словац. Úvod do teórie chaosu), який вийшов друком у 2016 році. У доробку Яни Плаухової є також два науково-фантастичних оповідання «Гранатовий всесвіт» (словац. Granátový vesmír) та «Ніхто не ходить взутий по хмарах» (словац. Po oblakoch nikto nechodí obutý). У 2014 році письменниця удостоєний відзнаки Єврокону як найкращий дебютант.

### Романи
- Нуль кельвінів (словац. Nula kelvinov, 2012)
- Вічність помилок (словац. Večnosť omylov, 2013)
- Вступ до теорії хаосу" (словац. Úvod do teórie chaosu, 2016)

### Оповідання
- Гранатовий всесвіт (словац. Granátový vesmír, 2014)
- Ніхто не ходить взутий по хмарах (словац. Po oblakoch nikto nechodí obutý, 2018)